# Prepona photidia
Prepona photidia är en fjärilsart som beskrevs av Hans Fruhstorfer 1912. Prepona photidia ingår i släktet Prepona och familjen praktfjärilar. Inga underarter finns listade i Catalogue of Life.